# Rhamnus myrtifolia
Rhamnus myrtifolia är en brakvedsväxtart. Rhamnus myrtifolia ingår i släktet getaplar, och familjen brakvedsväxter.

## Underarter
Arten delas in i följande underarter:
- R. m. iranzoi
- R. m. myrtifolia